# Gobioides broussonnetii
Gobioides broussonnetii és una espècie de peix de la família dels gòbids i de l'ordre dels perciformes.

## Morfologia
Poden assolir 55,3 cm de longitud total i 311 g de pes. No es coneixen diferències externes entre sexes, tot i que els mascles són més territorials en el moment de la posta.

## Hàbitat
És un peix de clima tropical (23-25°C), demersal i bentònic. Viu majoritàriament en pantans salabrosos, rierols i estuaris amb un substrat fangós. El seu mètode principal d'obtenció d'aliment és posar-se aquest substrat a la boca, empassar-se les partícules d'aliment i escopir la resta. També utilitza les dents per raspar algues de les roques.

## Distribució geogràfica
Es troba a l'Atlàntic occidental: Belize, el Brasil, les Illes Caiman, Colòmbia, Cuba, la República Dominicana, la Guaiana Francesa, Guaiana, Haití, Jamaica, Mèxic, Puerto Rico, Surinam, les Illes Turks i Caicos, els Estats Units i Veneçuela.

## Observacions
És inofensiu per als humans. En general se'l considera un animal dòcil, i gairebé cec.